# Кауаи
 Тази статия е за острова в САЩ.  За окръга вижте Коуаи (окръг).  
Кауаи е 4-тият по големина и най-старият от Хавайските острови. Кауаи е с население от 65 689 жители (2008 г.) и обща площ от 1430,40 км² (552,30 мили²). Кауаи се намира на 170 км (105 мили) на северозапад от остров Оаху. Най-високият връх на острова е разположен на 1598 м (5243 фута) н.в..